# Соснове (Рівненський район)
Соснове (до 1946 року — Людвипіль) — селище в Україні, центр Соснівської селищної громади у Рівненському районі Рівненської області. Населення — 2 тис. мешканців (2023 р.).

## Географія
Селище розташоване на Волинському Поліссі на лівому березі річки Случі, за 25 км від Березного, за 56 км від залізничної станції Малинськ і за 47 км від залізничної станції Моквин, що на лінії Рівне — Сарни.
Відстань шосейними шляхами до Березного — 29 км, фізична відстань до Києва — ~231,1 км.
Сусідні населені пункти:
Біля Соснового по обидва береги Случа розкинувся унікальний природний об'єкт – Соколині гори. На площі у 510 га тут діє ландшафтний заказник «Соколині гори», який входить до Надслучанського регіонального ландшафтного парку. Ця місцина являє собою високі, до 25 метрів гранітні скелі, вкриті лісами або поодинокими деревами. З рідкісних рослин тут росте азалія понтійська, ковила пірчаста та смілка литовська.

## Історія

### Новий час
Поселення Людвипіль було засновано в 2-й пол. XVIII ст. Онуфрієм Бєжиньским (pol. — Onufry Bierzyński). Сином Фелікса Бєжиньского (pol. — Feliks Bierzyński) якому в 1755 р. Потоцькими було передано у власність поселення — Селища (pol. — Seidliszcza, нова назва — Великі Селища), до якого Потоцьким в 1720 р. було перенесено «ośrodek dóbr» з Губкова, розташованого на протилежному березі р. Случ, яке було сильно зруйноване шведським військом, а потім спустошене тифом. Назва — Людвипіль (pol. — Ludwipol) походить від імені дружини Онуфрія Бєжиньского — Людвіки (Ludwika z Ponińskich).
Після входження Правобережної України до Російської імперії Людвипіль 1795 року включено до складу Ровенського повіту. В 1798 році у Людвиполі був 141 двір, де проживало 860 осіб, а в 1812 році кількість дворів зменшилась до 115, населення — до 740 осіб.
На початку XIX століття у селі діяла суконна мануфактура. У 1850 році у Людвиполі відкрито паперову фабрику, яка працювала на місцевій сировині. Поміщик заснував винокурний завод. Завдяки вигідному розташуванню — через Людвипіль йшли торгові шляхи з Корця на Березне, Степань, Вербче, Пінськ. Водним шляхом сплавляли ліс і перевозили різні товари. Тільки в 1850 році від людвипільської пристані відправлено 89 плотів із товарами на 27,5 тис. карбованців.
У середині XIX століття у Людвиполі налічувалося 80 будинків, населення — близько 670 осіб, понад 60 відсотків з них займалися землеробством, решта — кустарними промислами, торгівлею, сплавом лісу.
У 1867 році робітники спалили паперову фабрику, а суконна згоріла в 1879 році. За даними 1884 року, у Людвиполі був пивзавод, кілька боєнь, 22 невеликі крамниці. На рік проводилося три ярмарки і щотижня — базари. З 1866 року Людвипіль був центром волості, він належав до категорії містечок. У ньому проживало 850 мешканців, а на кінець століття кількість їх зросла до 1428 осіб.

### Новітній час
Медична допомога населенню запроваджена на початку XX століття. 1913 року мешканців села обслуговували лікар і акушерка та одна приватна аптека. 1913 року в містечку відкрито поштово-телеграфну контору.

#### Українська Народна Республіка
У січні 1918 року Людвиполь зайняли радянські війська. З 20 лютого 1918 року до середини 1919 року перебував у складі УНР. У кінці травня 1919 року у Людвипіль ввійшли частини 1-ї Української радянської дивізії. Проте вже в серпні 1919 року їх вибили польські загони. 5 липня 1920 року формування радянської 44-ї стрілецької дивізії 12-ї армії знову взяли контроль над селом. Польські війська повернулись у вересні 1920 року, а за Ризьким договором західноукраїнські землі відійшли до Польщі.

#### Міжвоєнний період
В 1921 році у Людвиполі налічувалося 180 будинків і понад 1200 мешканців. Він вважався містечком, належав до Ровенського повіту, а з 1925 року до новоствореного Костопільського повіту, став центром Людвипільської гміни, до якої входило 73 громади. За даними «Адресної книги Польщі», у поселені 1930 року проживало 1239 осіб.

#### Друга світова війна
У вересні 1939 року, відповідно до пакту Молотова — Ріббентропа, Людвипіль в складі західноукраїнських земель переходить до СРСР. 1940 року Людвипіль став районним центром новоствореного Соснівського району, але був віднесений до категорії сіл.
29 червня 1941 року німецькі війська зайняли Людвипіль. Тут було розміщено великий гарнізон і поліцейську управу. За період окупації було розстріляно 1317 мешканців району, вивезено 128 осіб. На початку 1942 року німці створили в селищі гетто, куди зігнали все єврейське населення, а потім знищили його. 10 січня 1944 року німці були вибиті з Людвипіля військами 1-го Українського фронту.
Людвипіль входив до військової округи «Заграва» регіональної групи УПА-Північ. 28 березня 1943 року відбувся великий бій Української Повстанської Армії з німцями біля Людвиполя. Каральні загони німці озброєні артилерією та мінометами, були стягнуті сюди з Рівного, Костополя, Межиріччя і Березного та нараховували більше 1500 вояків. Відділ повстанців відбив 4 атаки карателів. Тоді німецьке командування терміново направило туди частину СС, але і це не переломило ходу бою. Повстанці не здали міста. Було спалено 5 автомашин, загинуло 58 окупантів. Втрати УПА склали 10 вбитих і поранених.

#### Повоєнний період
7 березня 1946 році село перейменовано на Соснове — за сосновими деревами навколо поселення. Статус селища міського типу з 1959.
З укрупненням районів у 1962 році Соснівський район було розформовано, а всі населені пункти увійшли до складу Березнівського.

## Населення
У 1798 році Людвиполі налічував 141 хату, де мешкало 860 осіб, а в 1812 році кількість хат зменшилась до 115, населення — до 740 осіб.
Згідно з переписом населення 2001 року у Сосновому проживало 2088 осіб.
| 1798 | 1812 | 1866 | 1921  | 1930  | 1959  | 1970  | 1979  | 1989  | 1992     | 2001  | 2006  | 2010  | 2014  |
| ---- | ---- | ---- | ----- | ----- | ----- | ----- | ----- | ----- | -------- | ----- | ----- | ----- | ----- |
| 860  | 740  | 850  | 1 208 | 1 239 | 1 617 | 1 929 | 2 332 | 2 213 | 2,2 тис. | 2 088 | 2 058 | 3 337 | 3 429 |

### Мова
Розподіл населення за рідною мовою за даними перепису 2001 року:
| Мова            | Кількість | Відсоток |
| --------------- | --------- | -------- |
| українська      | 2057      | 99.18%   |
| російська       | 13        | 0.63%    |
| інші/не вказали | 4         | 0.19%    |
| Усього          | 2074      | 100%     |

## Органи влади
Місцеві органи влади представлені Соснівською селищною радою, яка входить до складу Рівненської області України.
Міський голова — Кот Микола Володимирович. До міської ради входить 30 депутатів.

## Символіка
- Герб: щит розтятий на зелене та золоте поля з золото-чорною сосновою шишкою і перетятий ламано вгорі на перемінні поля.
- Прапор: квадратне полотнище, розділене вертикально навпіл та горизонтально ламаною лінією (у 6 виступів, на відстані від 1/3 до 1/6 ширини прапора від верхнього краю); верхнє від древка та нижнє з вільного краю поля жовті, два інші — зелені; в центрі нижньої частини — жовто-чорна соснова шишка.

Затверджені селищною радою 30 січня 1998 року. Автори проектів — Андрій Гречило та Юрій Терлецький.

## Освіта
Першу парафіяльну школу в селі відкрито 1867 року. В ній навчалося всього 7 хлопчиків. 1902 року почало працювати двокласне сільське училище, його відвідувало 89 хлопчиків і 25 дівчаток. У 1925 році в Людвипільській школі працювало чотири вчителі, навчалося 282 учні, навчання провадилося виключно польською мовою.
Станом на 2015 рік у Сосновому діє загальноосвітня школа (Соснівський НВК «Гімназія — ЗОШ І ступеня»), дошкільна навчальний заклад «Берізка» і Соснівський професійний ліцей.

## Культура
Соснівська міська бібліотека — публічна бібліотека в смт Соснове Рівненської області.

## Релігія
У Сосновому діють релігійні громади:
- Українська Православна Церква Київського Патріархату.
- Української Православної Церкви Московського Патріархату.
- Церква незалежних євангельських християн.
- Церква християн віри євангельської.

## Відомі уродженці
- Баковецька Ірина Володимирівна (нар. 1985) — українська поетеса, журналістка, композитор і виконавець пісень.
- Гурін Юрій Петрович (нар. 1953) — український художник і педагог.
- Жабчик Григорій Лавринович (1918—?) — учасник Німецько-радянської війни. Кавалер ордена «Вітчизняної війни» та медалі «За відвагу».
- Костюк Аполлон Андрійович (1925—2010) — учасник Радянсько-японської війни.
- Попик Олександр Іванович (?—2022) — солдат Збройних Сил України, учасник російсько-української війни, що загинув у ході російського вторгнення в Україну в 2022 році.
- Рудик Адам Микитович («Шавула»; 1909—1944) — український військовик, курінний УПА, за іншими данними народився у Великих Селищах.
- Стерлюс Петро Павлович (1904—?) — учасник Німецько-радянської війни. Кавалер ордена «За особисту мужність».

#### Книги
- Коротун І. М., Коротун Л. К. Географія Рівненської області в 3-х частинах. — Рівне, 1996. — 274 с.